# پروانه‌های بادپر
پروانه‌های بادپَر (نام علمی: Cymothoe) نام یک سرده از تبار دریابد است.